# Ментаста-Лейк
Ментаста-Лейк (англ. Mentasta Lake, атна Mendaesde) — статистически обособленная местность в зоне переписи населения Коппер-Ривер, штат Аляска, США.

## География
Площадь статистически обособленной местности составляет 790,1 км², из которых 784,9 км² — суша и 5,2 км² — открытые водные пространства.

## Население
По данным переписи 2000 года, население статистически обособленной местности составляло 142 человека. Расовый состав: коренные американцы — 62,68 %; белые — 28,87 %; представители двух и более рас — 8,45 %.
Из 54 домашних хозяйств в 31,5 % — воспитывали детей в возрасте до 18 лет, 38,9 % представляли собой совместно проживающие супружеские пары, в 16,7 % семей женщины проживали без мужей, 38,9 % не имели семьи. 29,6 % от общего числа семей на момент переписи жили самостоятельно, при этом 5,6 % составили одинокие пожилые люди в возрасте 65 лет и старше. В среднем домашнее хозяйство ведут 2,63 человек, а средний размер семьи — 3,33 человек.
Доля лиц в возрасте младше 18 лет — 35,2 %; лиц старше 65 лет — 6,3 %. Средний возраст населения — 32 года. На каждые 100 женщин приходится 102,9 мужчин; на каждые 100 женщин в возрасте старше 18 лет — 119,0 мужчин.

## Экономика
Средний доход на совместное хозяйство — $17 344; средний доход на семью — $24 167. Средний доход на душу населения — $11 275. Около 21,9 % семей и 35,7 % жителей живут за чертой бедности, включая 40,0 % лиц в возрасте младше 18 лет и 0 % лиц старше 65 лет.